# Беломлинский, Михаил Самуилович
Михаил Самуилович Беломлинский (27 июля 1934 — 11 марта 2020) — советский и американский художник-иллюстратор.

## Биография
Окончил Ленинградский институт живописи, скульптуры и архитектуры имени Репина (1960). В 1957—1989 годах член творческого объединения «Боевой карандаш», автор сатирических плакатов. Работал, в значительной степени, с детской литературой, в 1972—1979 годах был художником-редактором журнала «Костёр».
В 1989 году эмигрировал с семьёй в США, работал арт-директором газеты «Новое русское слово».
Наиболее известной работой Беломлинского являются иллюстрации к советскому изданию сказки Джона Роналда Руэла Толкина «Хоббит» в переводе Н. Рахмановой (1976), знаменитые, в частности, сознательным портретным сходством Бильбо Бэггинса с актёром Евгением Леоновым, одобрительно отнёсшимся к работе художника. Кроме того, в разные годы Беломлинский иллюстрировал книги Марка Твена «Янки при дворе короля Артура», Джеральда Даррелла «Говорящий свёрток», «Дон Кихот» и др. Беломлинский также известен своими многочисленными шаржами. Писал воспоминания о современниках

## Семья
Жена — писательница Виктория Беломлинская (урождённая Анцелович, 1937—2008).
Дочери — писательница и поэтесса Юлия Беломлинская (род. 1960) и художница Елизавета Беломлинская (англ. Elisabeth Belomlinskaya; род. 1977).